# 谷语
"Ku"也是库尔德语的ISO 639-1语言代码。
谷语（自称：ku55）是一种在中国云南省东南的彝语支方言连续体。

## 变体
谷语有3种变体。每个变体的使用者都认为他们是独立的民族。中国政府将他们归为彝族。
- 谷语（内名：ku55）分布在云南省丘北县舍得彝族乡白泥塘[4]。他们在当地被称为僰人，至今仍有悬棺的习俗。当地谷语使用者认为他们从四川宜宾市。[5]
- 谷语另一方言（内名：ku55）分布在云南省丘北县舍得彝族乡五家寨[6]，与白泥塘谷语不能互通。[7]
- 云南省广南县珠琳镇西基得村石洞门[8][9]